# William Colby
William Egan Colby (Saint Paul (Minnesota), 4 januari 1920 – Rockpoint (Maryland), 27 april 1996) werkte zich op bij de inlichtingendienst van de Verenigde Staten. Aan het einde van zijn carrière behaalde hij de functie van  Director of Central Intelligence (DCI) van september 1973 tot januari 1976.